# Fernando Belluschi
Fernando Daniel Belluschi (Los Quirquinchos, 10 de setembro de 1983) é um futebolista argentino que atua como meio-campista. Atualmente joga pelo Estudiantes RC.

## Carreira
Começou sua carreira futebolística no Newell's Old Boys em 2002, onde fez 90 jogos e marcou 20 gols. Lá conquistou o Campeonato Argentino de Futebol (Torneio de Apertura). Em 2006 ele foi contratado pelo River Plate, onde assumiu a braçadeira de capitão depois da negociação de Marcelo Gallardo com o PSG, da França.
Depois de dois anos no time argentino, ele teve seus direitos adquiridos pelo Olympiacos, da Grécia, pelo valor de 6,5 milhões de euros em janeiro de 2008. No dia 6 de julho de 2009, o Porto comprou 50% de seu passe por € 5 milhões.
Pelo clube português conquistou diversos títulos, e foi campeão da Liga Europa de 2010–11.

## Seleção Argentina
Foi convocado para a Seleção Argentina pela primeira vez em 2005. Voltou a ser convocado dois anos depois, no dia 18 de abril de 2007, para um amistoso contra o Chile.
Em 2010, foi convocado devido a sua boa fase no Porto, disputando os jogos de preparação para a Copa América de 2011. No entanto, acabou não sendo convocado pelo técnico Sergio Batista.
Voltou a ser convocado em 2016, após o atacante Paulo Dybala ser cortado por causa de uma lesão muscular. O então técnico Edgardo Bauza chamou Belluschi e Ezequiel Lavezzi.

## Títulos

### Clubes
Newell's Old Boys
- Campeonato Argentino: Torneio Apertura de 2004

Olympiacos
- Campeonato Grego: 2007–08, 2008–09
- Copa da Grécia: 2007–08, 2008–09

Porto
- Campeonato Português: 2010–11, 2011–12
- Taça de Portugal: 2009–10, 2010–11
- Supertaça Cândido de Oliveira: 2009, 2010, 2011
- Liga Europa da UEFA: 2010–11

San Lorenzo
- Supercopa da Argentina: 2015

### Seleção Argentina
- Campeonato Sul-Americano de Futebol Sub-20: 2003

### Individuais
- Jogador do Ano da Argentina: 2016